# 공주 마곡사 포교당 범종
공주 마곡사 포교당 범종(公州 麻谷寺 布敎堂 梵鐘)은 대한민국 충청남도 공주시, 마곡사 포교당에 있는 조선시대의 범종이다. 2007년 9월 20일 충청남도의 유형문화재 제181호로 지정되었다.

## 개요
공주 마곡사(麻谷寺)의 포교당에 있는 조선시대의 범종이다. 마곡사는 「태화산 마곡사 사적 입안(泰華山 麻谷寺 事蹟 立案)」에 따르면 640년(신라 선덕여왕 9)에 자장율사(慈藏律師)가 창건하였고, 고려 중기에 보조국사 지눌(知訥)에 의해 중건되었다.
마곡사 포교당 범종은 신라이래의 전형적인 종의 형식을 따르고 있으며, 보존상태도 매우 좋고 문양의 표현도 매우 사실적이다.
종신(鐘身)의 꼭대기에는 등을 크게 구부리고 있는 한 마리의 용이 종신을 들어 올리는 모양의 용누(龍鈕)가 있는데, 용의 꼬리는 음통(音筒)을 휘감고 있다. 종신의 상대(上帶)에는 국화문양을, 종구(鐘口) 끝부분의 하대(下帶)에는 연화문(蓮花紋)을 장식하였다. 종신의 어깨 4곳에는 사각형의 유곽(乳廓)을 배치하고, 각 유곽의 테두리에는 당초문을 둘렀다. 그 안으로는 유좌(乳座)와 유두(乳頭)를 장식하였다. 유좌는 5엽의 꽃판으로 연밥모양의 낮은 돌기를 두었다. 유곽 사이에는 몸을 왼쪽으로 튼 채 둥근 머리광배에 구름대좌를 딛고 서서 연꽃가지를 들고 있는 제석천(帝釋天) 또는 범천(梵天)으로 추정되는 보살상들이 자리하고 있는데 유려한 선을 사용하여 세련미가 돋보인다. 종신의 하단에는 주종기(鑄鐘記)가 있어 “건륭육년신유팔월(乾隆六年辛酉八月)”, 즉 조선 영조 17년(1741)에 종을 조성하였다는 사실과 조성한 장인, 시주자 명단을 알 수 있다.
마곡사 포교당 범종은 조성 시기는 다소 늦지만, 양식에서 신라범종의 전통을 충실하게 계승하고 있고, 형태가 거의 완전하고 문양의 표현도 매우 세련된 우수한 작품이다.

## 같이 보기
- 마곡사

## 참고 자료
- 공주 마곡사 포교당 범종 - 국가유산청 국가유산포털